# 24-Stunden-Rennen auf dem Nürburgring 2010

Streckenlayout der Nürburgring Nordschleife

Das 24-Stunden-Rennen auf dem Nürburgring 2010 war die 38. Auflage des 24-Stunden-Rennens auf dem Nürburgring. Das Rennen fand vom 13. bis 16. Mai 2010 statt. 

## Das Rennen
Im Zeittraining hatten sich vier Audi R8 LMS an die Spitze gesetzt, mit einer Rekordzeit von 8:24 Minuten, die einer Durchschnittsgeschwindigkeit von 181 km/h entspricht.
Unmittelbar nach dem Start, welcher wie üblich am Samstag um 15:00 Uhr war, übernahm der titelverteidigende Manthey-Porsche 997 GT3 R (Start-Nr. 1) mit dem fünffachen Sieger Marcel Tiemann am Steuer bereits auf dem Grand-Prix-Kurs der ersten Runde die Führung, welche er in den ersten drei Stunden nur kurzzeitig an den Hybrid-Porsche, welcher auch von Manthey betreut wurde, abgeben musste. Das Siegerauto der vergangenen vier Jahre fiel jedoch im Laufe der Nacht unverschuldet aus, nachdem ein anderes Fahrzeug in die Leitplanken einschlug und anschließend mit dem Manthey Porsche kollidierte.
Während der frühen Morgenstunden hatten auch andere Teams mit Problemen zu kämpfen, wie z. B. das BMW Team Schnitzer, dessen BMW auf der zweiten Position liegend von einem Holzteil getroffen wurde, wobei der Kühler zerstört wurde. Die Schnitzer-Crew reparierte den Schaden jedoch schnell und konnte das Fahrzeug mit der Startnummer 25 wieder auf die Strecke schicken.
Dort lieferten sich der besagte Schnitzer-BMW mit einem der Abt-Audi und dem Hybrid-Porsche GT3-R einen spannenden Kampf, welcher über viele Runden ging, bis auch der Audi mit technischem Defekt aufgeben musste. Im weiteren Rennverlauf kamen nur noch wenige Fahrzeuge für den Gesamtsieg in Frage. Zu diesen gehörte u. a. der Farnbacher Ferrari F430 GTC, welcher sich durch konstante Rundenzeiten und nur wenige Fehler bis auf den dritten Platz vorgekämpft hatte. Eine beachtliche Leistung lieferte auch einer der von Phoenix eingesetzten Audi R8 LMS, welcher bis dato auf dem 4. Gesamtrang lag.
Knapp zwei Stunden vor Rennende blieb der in Führung liegende Hybrid-Porsche des Teams Manthey mit einem Motorschaden im Bereich Breidscheid liegen und übergab somit die Führung an das Schnitzer-Team, welches mit einem Getriebeproblem zu kämpfen hatte. Die Position an der Spitze gab das Team Schnitzer jedoch nicht mehr ab und fuhr somit den 19. Gesamtsieg für die Marke BMW seit 1970 ein.
Das BMW-Team Schnitzer wurde mit dem fünften Gesamtsieg auch das erfolgreichste Team in der Geschichte des 24-Stunden-Rennens auf dem Nürburgring. Pedro Lamy, welcher das Siegfahrzeug pilotierte, ist mit seinem fünften Sieg, neben dem ebenfalls fünfmal erfolgreichen Marcel Tiemann, der erfolgreichste Fahrer in der Geschichte des Rennens.
Das Team Schubert-Motorsport sicherte sich mit einem neuen BMW Z4 GT3 den vierten Gesamtrang. Dörr Motorsport fuhr mit dem gleichen Modell den neunten Platz ein, obwohl das Fahrzeug erst zwei Wochen vor Beginn des Rennens fertig wurde und somit nur wenige Testkilometer zurückgelegt werden konnten.

## Ergebnis
| Platz | Fahrer                                                        | Team                    | Fahrzeug              | Runden |
| ----- | ------------------------------------------------------------- | ----------------------- | --------------------- | ------ |
| 1     | Jörg Müller/Augusto Farfus/Uwe Alzen/Pedro Lamy               | BMW Motorsport          | BMW M3 GT2            | 154    |
| 2     | Dominik Farnbacher/Allan Simonsen/Lehman Keen/Marco Seefried  | Hankook Team Farnbacher | Ferrari F430 GTC      | 154    |
| 3     | Dennis Rostek/Luca Ludwig/Marc Bronzel/Markus Winkelhock      | Phoenix Racing          | Audi R8 LMS           | 153    |
| 4     | Marko Hartung/Patrick Söderlund/Edward Sandström/Martin Öhlin | Schubert Motorsport     | BMW Z4 GT3            | 152    |
| 5     | Christer Jöns/Seán Paul Breslin/Johannes Stuck/Kenneth Heyer  | Black Falcon            | Audi R8 LMS           | 152    |
| 6     | Jürgen Alzen/Dominik Schwager/Thomas Jäger/Sascha Bert        | H & R Spezialfedern     | Porsche 997 GT3 Cup S | 151    |
| 7     | Dirk Werner/Dirk Müller/Andy Priaulx/Dirk Adorf               | BMW Motorsport          | BMW M3 GT2            | 150    |
| 8     | Michael Zehe/Marco Schelp/Alexander Roloff/Mark Bullitt       | Rowe Racing             | Porsche 997 GT3 Cup S | 150    |
| 9     | Stefan Aust/Rudi Adams/Jochen Übler/Markus Grossmann          | Dörr Motorsport         | BMW Z4 GT3            | 149    |
| 10    | Matthias Weiland/Rodney Forbes/Kai Riemer/David Horn          | Scuderia Offenbach      | Porsche 997 GT3 Cup   | 148    |